# Píseň o Nibelunzích

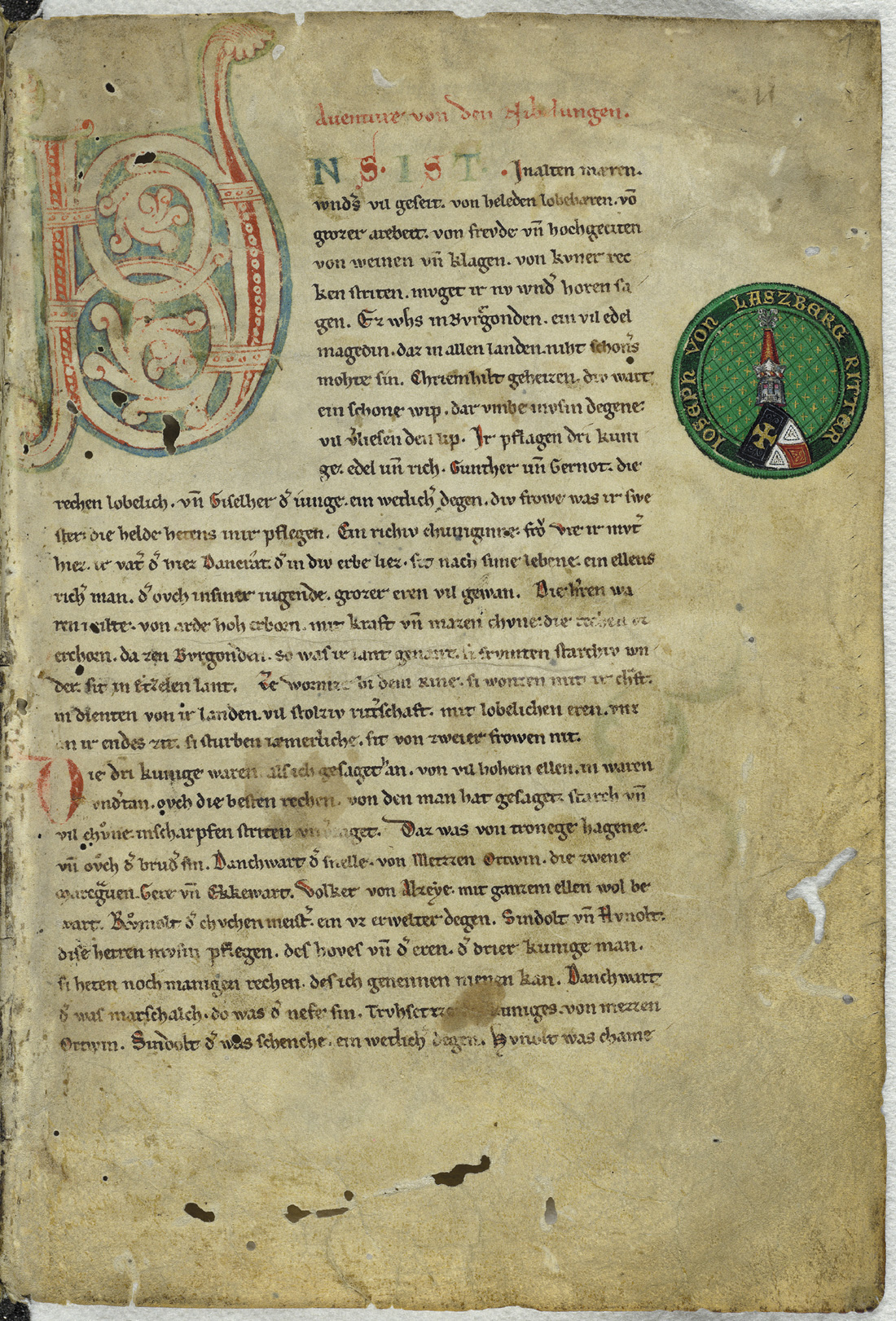
První strana rukopisu C.

Píseň o Nibelunzích (německy Das Nibelungenlied) je dvoudílný středověký hrdinský epos, který vznikl ve 13. století a je napsán tehdejším lidovým jazykem – střední horní němčinou. Píseň o Nibelunzích je napsána ve zpěvných slokách rozdělených do čtyř řádků, jejich melodii však není možno s jistotou zrekonstruovat. Epos se skládá ze dvou částí: v první části stojí ve středu pozornosti Siegfriedova vražda, ve druhé pak pomsta jeho manželky Kriemhildy. Děj se odehrává v okolí Burgundské říše na Rýně a také (ve druhém díle) v jižním Německu a kolem Dunaje v dnešním Rakousku a Maďarsku. Obě části díla se k sobě mají jako příčina a následek.
Historickým jádrem tohoto eposu je zničení Burgundské říše u Wormsu v pozdní antice, ale také nelítostné rodové spory mezi královnami Brunhildou a Fredegundou ve Franské říši v 6. století, poznamenané mnoha intrikami a úkladnými vraždami.
Píseň o Nibelunzích spojuje různé okruhy legend: germánský okruh (Siegfried, zlatý poklad Nibelungů), islandský (vikinský) okruh (Brunhilda) a hunský okruh (Attila).
Vyskytují se zde nadpřirozené motivy: víly, neviditelný plášť atd. Pro styl eposu je typické pomalé stupňování napětí. Epos názorně ukazuje život soudobé šlechty a bohatých.

## Děj knihy

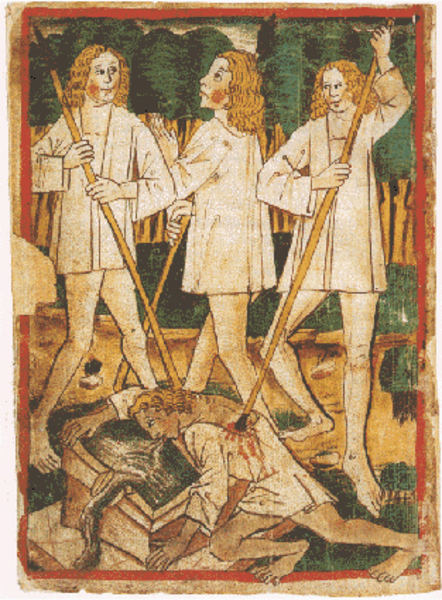
Siegfridova vražda – miniatura z verze z roku 1480–1490

Na královském dvoře ve Wormsu žije Kriemhilda se svými bratry Gunterem, Gernstem a Giselherem, do jejichž družiny patřil i Hagen von Tronjö. Siegfried, kralevic z Xantenu, má neviditelný plášť, mocný meč Balmung a legendární poklad Nibelungů, který patřil trpasličímu králi Alberichovi. Siegfried zabije draka, který předtím chránil poklad, a vykoupe se v jeho krvi, aby byl nezranitelný. Malé místo na jeho zádech ale přesto zůstane zranitelné, protože ho přikryl lipový list. Siegfried chce získat ruku krásné princezny Kriemhildy. Gunter miluje islandskou princeznu Brunhildu a řekne Siegfriedovi, že dostane Kriemhildu, pokud mu pomůže s námluvami u Brunhildy. Islandská princezna si totiž chce vzít jen toho, kdo ji přemůže v trojboji. Siegfried, schován pod neviditelným pláštěm, Gunterovi pomůže a ten vyhraje.
Nakonec se ve Wormsu koná dvojitá svatba Siegfrieda s Kriemhildou a Guntera s Brunhildou. O svatební noci připoutá Brunhilda Guntera hákem na zeď. Gunter znovu prosí o pomoc a Siegfried, opět schován pod neviditelným pláštěm, Brunhildu přemůže. Přitom Brunhildě ukradne prsten a pásek. Siegfied a Kriemhilda se poté vrací zpět do Xanten.
O pár let později pozve Gunter Siegfrieda a Kriemhildu do Wormsu, protože si to přála Brunhilda, která Siegfrieda miluje. Během slavností zde dojde ke sporu: Kriemhilda urazí Brunhildu a během hádky jí řekne, jak to bylo o svatební noci. Jako důkaz předloží její pásek (který dostala od Siegfrieda).
Se souhlasem králů Hagen zavraždí Siegfrieda. O jeho jediném zranitelném místě ví od Kriemhildy. Poprosí ji totiž, aby to místo vyznačila na jeho košili, protože ho prý chce při lovu obzvlášť chránit.
Brunhilda se zabije na Siegfriedově hrobu, protože ho milovala. Hagen ukradne Kriemhildě poklad Nibelungů a ukryje ho v Rýnu. Kriemhilda propadne neutěšitelnému zármutku a přísahá nejhořčejší pomstu. Kriemhilda ale nemá dostatečnou moc, tu získá sňatkem s králem Hunů Etzelem. Kriemhilda se vypraví do říše Hunů s velkým doprovodem a stane se zde mocnou vládkyní.
Po dlouhých letech pozve své bratry a Hagena, kterému Siegfiredovu vraždu a ani loupež pokladu Nibelungů nikdy neodpustila, na slavnost do země Hunů (Maďarska). Na této slavnosti má být pokřtěn tříletý syn Kriemhildy a Etzela. Burgundové putují k Etzelově hradu podél Dunaje a potkají Ditricha z Bernu, který je varuje před nebezpečím. Burgundové se pak na Etzelově dvoře zdráhají odložit zbraně, což ve feudálním systému znamenalo těžkou urážku hostitele a téměř výzvu k boji. Etzel to ale nakonec vzdá a hostům zbraně nechá. O plánech na pomstu, které utkala jeho žena, nic netuší. Kriemhilda se pokouší s pomocí Etzelova bratra zabít Hagena, což se jim ale nepodaří. Podobně také ztroskotá její pokus přimět své bratry Gernsta a Giselhera, aby se odklonili od Hagena.
Kvůli Kriemhildiným intrikám nakonec dojde k otevřenému boji. Hagen v něm zabije syna Kriemhildy a Etzela, který nato posílá své rytíře proti rýnským rytířům. Kriemhilda nakonec nechá zapálit sál, ve kterém jsou Burgunďani. Na živu zůstane jen Hagen a Gunter, kteří byli zadrženi Ditrichem z Bernu.
Kriemhilda nakonec nechá svému bratru setnout hlavu, protože Hagen nechce prozradit místo, kde je ukryt poklad Nibelungů, pokud by byl nějaký z králů na živu. Kriemhilda ale nakonec sama setne Hagena Siegfriedovým mečem Balmungem, protože jí tajemství neprozradil.
Starý Hildebrand nato setne Kriemhildu. Jen Etzel, Hildebrand a Ditrich přežijí toto strašné krveprolití.

## Interpretace 19. a 20. století
Za nacionalismu se slavil návrat německé velikosti a hrdinství, germánské poslušnosti a rytířství. Hlavní myšlenka této německé národnosti byla podkládána „germánskými ctnostmi“. Lidé se odvolávali na tvůrčí síly Germánů, pro které je Třetí říše příležitostí ke znovuoživení. Píseň o Nibelunzích se tak stala nástrojem nacionálních myšlenek. Situace obklíčených německých vojáků u Stalingradu byla srovnávána s hořícím sálem, kde se nacházeli Nibelungové. Konec, ve kterém všichni Nibelungové zemřeli, zmiňován ovšem nebyl.

## Hudební zpracování
Toto téma zpracoval také Richard Wagner jako operu Prsten Nibelungův.

## Filmové zpracování
Píseň o Nibelunzích byla zpracována celkem třikrát. Nejprve režisérem Fritzem Langem ještě v období němého filmu jako dvojdílný film. Tato verze se v šedesátých letech dočkala remaku režiséra Haralda Reinla. Reinlova verze byla po dlouhá léta nejnákladnějším německým filmem a natáčela se jak v Jugoslávii, tak ve Španělsku a na Islandu. Písní o Nibelunzích se volně inspiroval i film Uliho Udela z roku 2004 pod názvem „Království prstenu“. Prsten byl totiž, podle pověsti, jádrem pokladu Niebelungů.